# باب همیلتون
باب همیلتون (انگلیسی: Bob Hamilton؛ ۱۰ ژانویهٔ ۱۹۱۶ – ۶ دسامبر ۱۹۹۰) یک گلف‌باز بود.